# Biblioteka Pedagogiczna w Chełmie
Biblioteka Pedagogiczna w Chełmie – publiczna biblioteka pedagogiczna znajdująca się w Chełmie, będąca placówką oświatową. Jej szczególnym celem jest wspieranie procesu kształcenia i doskonalenia nauczycieli, wspieranie działalności szkół i placówek oświatowych – w tym placówek doskonalenia nauczycieli. Ponadto biblioteka zajmuje się organizowaniem i wspomaganiem szkół w realizacji zadań dydaktycznych, wychowawczych i opiekuńczych.
Powstała w 1950 roku jako Pedagogiczna Biblioteka Powiatowa i pozostawała pod taką nazwą do 1975 roku, kiedy przemianowano ją na Pedagogiczną Bibliotekę Wojewódzką. Od 1999 roku biblioteka funkcjonuje pod dzisiejszą nazwą. W zbiorach biblioteki znajduje się ponad 130 tysięcy zbiorów, na które składają się książki, czasopisma, zbiory audiowizualne i multimedialne.
Organem odpowiedzialnym za prowadzenie biblioteki jest Lubelski Kurator Oświaty.

## Historia
Biblioteka powstała w 1950 roku. W pierwszych latach funkcjonowania biblioteka zmieniała miejsce funkcjonowania, mieszcząc się m.in. w Szkole Podstawowej nr 5 w Chełmie, w Gmachu Dyrekcji, ostatecznie znajdując się w jej dzisiejszym miejscu od 1992 roku. W 1975 roku biblioteka zyskała dwie filie – w Krasnymstawie i we Włodawie. Wraz ze zmianą podziału administracyjnego w 1999 roku, filia w Krasnymstawie została zlikwidowana z końcem roku szkolnego 1999/2000, a w jej miejsce utworzono Powiatową Bibliotekę Publiczną w Krasnymstawie. Filia we Włodawie została zlikwidowana w 2014 roku, a jej majątek przekazano Miejskiej Bibliotece Publicznej we Włodawie.
W 2015 roku biblioteka weszła w posiadanie księgozbiorów zlikwidowanego Kolegium Języków Obcych w Chełmie.